# 11de uitreiking van de Premios Goya
De 11de uitreiking van de Premios Goya vond plaats in Madrid op 25 januari 1997. De ceremonie werd uitgezonden op TVE en werd gepresenteerd door Carmen Maura en Juanjo Puigcorbé.

## Winnaars en genomineerden
| Beste film | Beste regisseur |
| --- | --- |
| - Tesis - Bwana - El perro del hortelano | - Pilar Miró — El perro del hortelano - Imanol Uribe — Bwana - Julio Médem — Tierra |
| Beste acteur | Beste actrice |
| - Santiago Ramos — Como un relámpago - Antonio Banderas — Two Much - Carmelo Gómez — El perro del hortelano                                                                                | - Emma Suárez — El perro del hortelano - Ana Torrent — Tesis - Concha Velasco — Más allá del jardín |
| Beste mannelijke bijrol | Beste vrouwelijke bijrol |
| - Luis Cuenca — La buena vida - Jordi Mollà — La Celestina - Nancho Novo — La Celestina | - Mary Carrillo — Más allá del jardín - Loles León — Libertarias - Maribel Verdú — La Celestina |
| Beste debuterend acteur | Beste debuterend actrice |
| - Fele Martínez — Tesis - Emilio Buale — Bwana - Liberto Rabal — Tranvía a la Malvarrosa                                                                                                   | - Íngrid Rubio — Más allá del jardín - Lucía Jiménez — La buena vida - Silke — Tierra |
| Beste origineel scenario | Beste bewerkt scenario |
| - Tesis — Alejandro Amenábar - Cosas que nunca te dije — Isabel Coixet - La buena vida — David Trueba                                                                                      | - El perro del hortelano — Pilar Miró, Rafael Pérez Sierra - Más allá del jardín — Mario Camus - Tranvía a la Malvarrosa — Rafael Azcona, José Luis García Sánchez                                                   |
| Beste Spaanstalige buitenlandse film | Beste Europese film |
| - Sol de otoño — Argentinië - Pon tu pensamiento en mí — Cuba - Sin remitente — Mexico | - Secrets & Lies — Mike Leigh - To vlemma tou Odyssea — Theo Angelopoulos - Breaking the Waves — Lars von Trier |
| Beste debuterend regisseur | Beste animatiefilm |
| - Alejandro Amenábar — Tesis - David Trueba — La buena vida - Alfonso Albacete, Miguel Bardem, David Menkes — Más que amor, frenesí                                                        | Prijs werd dit jaar niet uitgereikt. |
| Beste camerawerk | Beste montage |
| - El perro del hortelano — Javier Aguirresarobe - La Celestina — José Luis López Linares - Tranvía a la Malvarrosa — José Luis Alcaine                                                     | - Tesis — María Elena Sáinz de Rozas - Asaltar los cielos — Pablo Blanco, Fidel Collados - El perro del hortelano — Pablo del Amo                                                                                    |
| Beste artdirector | Beste productiemanager |
| - El perro del hortelano — Félix Murcia - La Celestina — Ana Alvargonzález - Tranvía a la Malvarrosa — Pierre-Louis Thévenet                                                               | - Tesis — Emiliano Otegui - Libertarias — Luis Gutiérrez - Más allá del jardín — Carmen Martínez |
| Beste geluid | Beste speciale effecten |
| - Tesis — Daniel Goldstein, Ricardo Steinberg, Alfonso Pino - El perro del hortelano — Carlos Faruolo, Ray Gillón, Antonio Bloch - Libertarias — Carlos Faruolo, Ray Gillón, Ricard Casals | - Tierra — Reyes Abades, Ignacio Sanz Pastor - La lengua asesina — Patrick Vigne, Jonathan Stuart, Marcus Wookey - Libertarias — Reyes Abades                                                                        |
| Beste kostuums | Beste grime en haarstijl |
| - El perro del hortelano — Pedro Moreno - La Celestina — Sonia Grande, Gerardo Vera - Libertarias — Javier Artiñano                                                                        | - El perro del hortelano — Juan Pedro Hernández, Esther Martín, Mercedes Paradela - La Celestina — Paca Almenara, Alicia López Medina - Libertarias — Juan Pedro Hernández, Ana Lozano, Esther Martín, Manuel García |
| Beste filmmuziek | Beste origineel nummer |
| - Tierra — Alberto Iglesias - El perro del hortelano — José Nieto - El último viaje de Robert Rylands — Ángel Illarramendi                                                                 | Prijs werd pas vanaf de 15de uitreiking uitgereikt. |
| Beste korte film | Beste korte animatiefilm |
| - La viga — Roberto Lázaro - David — Carlos Sans - El tren de las ocho — Esteban Requejo - Esposados — Juan Carlos Fresnadillo - La gotera — Grojo y Jorge Sánchez-Cabezudo                | - Pregunta por mí — Begoña Vicario - Esclavos de mi poder — Mercedes Gaspar - Mater gloriosa — Armando Pereda |
| Beste documentaire | Beste korte documentaire |
| Prijs werd pas vanaf de 16de uitreiking uitgereikt. | - Virgen de la alegría — José Manuel Campos |
| Ere-Goya | |
| Miguel Picazo | |

## Prijzen per film
| Film                    | Nominaties | Prijzen |
| ----------------------- | ---------- | ------- |
| El perro del hortelano  | 12         | 7       |
| Tesis                   | 8          | 7       |
| La Celestina            | 7          | 0       |
| Libertarias             | 6          | 0       |
| Más allá del jardín     | 5          | 2       |
| Tierra                  | 4          | 2       |
| La buena vida           | 4          | 1       |
| Tranvía a la Malvarrosa | 4          | 0       |
| Bwana                   | 3          | 0       |
| Como un relámpago       | 1          | 1       |